# Авъл Атилий Калатин
Вижте пояснителната страница за други личности с името Авъл Атилий.
Авъл Атилий Калатин (на латински: Aulus Atilius Calatinus; или Aulus Atilius Caiatinus; + 216 пр.н.е.) е политик и сенатор на Римската република през 3 век пр.н.е.
Той произлиза от плебейската фамилия Атилии и е син на Авъл Атилий Калатин, който е набеден през 306 пр.н.е., че е предал град Сора през самнитските войни и спасен от своя тъст Квинт Фабий Максим Рулиан.
През 258 пр.н.е. Атилий Калатин е консул с колега Гай Сулпиций Патеркул и воюва в Сицилия. През 257 пр.н.е. като претор празнува триумф, през 254 пр.н.е. е избран отново за консул, а през 247 пр.н.е. става цензор.
Заедно с колегата му консул Гней Корнелий Сципион Азина той завладява през 254 пр.н.е. Панормус, но само Азина получава триумф.
През 249 пр.н.е. той става диктатор. Той води войска в Сицилия (първият диктатор, който води войска извън Италия) и дарява храмове на Спес на Форум Холиториум и на Фидес (вярата, доверието) на Капитолий.